# Ceremonieel staatshoofd
Een ceremonieel staatshoofd is een staatshoofd zonder uitvoerende macht. De functie is louter symbolisch. Een bijzondere vorm van een ceremonieel staatshoofd is het ceremonieel koningschap, waarbij de ceremoniële functie bekleed wordt door een koning.
Europese landen met een gekozen ceremonieel staatshoofd zijn Duitsland, Finland, Griekenland, Italië en Oostenrijk.

Andorra is een diarchie, met de president van Frankrijk en de bisschop van La Seu d'Urgell als ceremonieel staatshoofd. Zweden kent een ceremonieel koningschap. In Zwitserland vormt de gehele bondsraad het ceremonieel staatshoofd, met de jaarlijks gekozen president als representant. De president van Ierland heeft een voornamelijk ceremoniële functie.